# Zanjīrān
Zanjīrān (persiska: زنجيران) är en ort i Iran.   Den ligger i provinsen Markazi, i den nordvästra delen av landet, 210 km sydväst om huvudstaden Teheran. Zanjīrān ligger 1 986 meter över havet och antalet invånare är 162.
Terrängen runt Zanjīrān är platt österut, men västerut är den kuperad. Zanjīrān ligger uppe på en höjd. Runt Zanjīrān är det glesbefolkat, med 20 invånare per kvadratkilometer. Närmaste större samhälle är Komījān, 15,0 km väster om Zanjīrān. Trakten runt Zanjīrān består i huvudsak av gräsmarker.